# Aguijan
Aguijan (cham. Aguiguan) ist eine kleine Insel korallinen Ursprungs im Pazifischen Ozean. Sie gehört geographisch zum Inselbogen der Marianen und politisch zum Commonwealth der Nördlichen Marianen. 
Aguijan liegt etwa 8 km südwestlich der Insel Tinian und stellt mit 7,10 km² Fläche die kleinste Insel im südlichen Bereich des Archipels dar. Sie erreicht im Berg Alutom eine Höhe von 157 Metern über dem Meer. Die Insel ist unbewohnt und wird wegen ihrer steilen Küste nur selten aufgesucht. Wegen der zahlreichen verwilderten Ziegen wird die Insel spöttisch auch Goat Island genannt. Die Ziegen haben die heimische Pflanzenwelt weitgehend zerstört, an Tierarten kommen jedoch noch Glattnasen-Freischwänze (Emballonuridae) sowie das seltene Lapérousehuhn (Megapodius laperouse) vor.
Auf Aguijan befand sich während des Zweiten Weltkriegs eine japanische Garnison, deren Soldaten sich am 4. September 1945, zwei Tage nach Unterzeichnung der Kapitulation Japans, der US-Küstenwache ergaben. Es war die einzige Kapitulation des Zweiten Weltkriegs, die von der US-Küstenwache entgegengenommen wurde.